# 胡里奧·埃雷拉-奧貝斯
胡里奧·埃雷拉-奧貝斯（Julio Herrera y Obes，1841年1月9日—1912年8月6日）是烏拉圭政治人物，烏拉圭紅黨的成員，出生於首都蒙特維多。1890年至1894年擔任烏拉圭總統。